# Левковская (Вологодская область)
Левковская — деревня в Вожегодском районе Вологодской области.
Входит в состав Явенгского сельского поселения (с 1 января 2006 года по 9 апреля 2009 года входила в Раменское сельское поселение), с точки зрения административно-территориального деления — в Раменский сельсовет.
Расстояние до районного центра Вожеги по автодороге — 25 км, до центра муниципального образования Базы по прямой — 11 км. Ближайшие населённые пункты — Окуловская, Репняковская, Лупачиха, Карповская.
По переписи 2002 года население — 14 человек.